# Phare d'Araranguá
Le phare d'Araranguá (en portugais : Farol de Araranguá) est un phare situé à Araranguá, dans l'État de Santa Catarina - (Brésil).
Ce phare est la propriété de la Marine brésilienne  et il est géré par le Centro de Sinalização Náutica e Reparos Almirante Moraes Rego (CAMR) au sein de la Direction de l'Hydrographie et de la Navigation (DHN).

## Histoire
Il a été construit en 1953 sur une falaise rocheuse appelée Morros dos Conventos près de la plage d'Araranguá.
C'est une tour cylindrique en béton avec quatre contreforts de 8 m, avec une lanterne sur un mât sur le dessus. La tour est peinte en blanc avec une bande horizontale noire. Il émet trois éclats blancs toutes les vingt secondes. Sa portée, à une hauteur focale de 85 m est de 25 milles nautiques (environ 46 km).
Identifiant : ARLHS : BRA007 ; BR3960 - Amirauté : G0602 - NGA :18924 .

### Lien connexe
- Liste des phares du Brésil